# Distrito Oeste (Cáceres)
El Distrito Oeste es un distrito administrativo de la ciudad española de Cáceres. Tiene una población de 16.056 personas, una extensión superficial de 557,82 hectáreas y una densidad de 2.882 habitantes/km². 
El distrito Oeste, al igual que el resto de distritos, es creado por el Reglamento de los Distritos y de la Participación Ciudadana del Ayuntamiento de Cáceres.

## Demografía y división administrativa

### Límites del distrito
El distrito queda delimitado por:
- La  N-630 , carretera Ruta de la Plata.
- La  N-521 , carretera de Trujillo a Portugal por Valencia de Alcántara.
- La  Ronda Norte
- Las siguientes calles: Av. de las Arenas, Av. del Ferrocarril, Av. Juan Pablo II, Av. Virgen de Guadalupe y Av. de Hernán Cortés.
- La estación de FF.CC.
- El parque del Príncipe y La Sierrilla

## Representantes del distrito.
Presidente del Distrito: concejal, José Ramón Bello 
Videpresidente 1º: concejal, David Santos
Vicepresidente 2º: Alberto Iglesias

## Barrios
Se divide oficialmente en los siguientes barrios.
- Cabezarrubia
- El Junquillo
- El Vivero
- Estación
- La Madrila
- La Sierrilla
- Las Capellanías
- Los Castellanos
- Macondo
- Parque del Príncipe
- R-66 A (El Arco)
- R-66 B

## Ocio y otros lugares de interés

### Zonas Comerciales
Inaugurado en 1993, el Centro Comercial "Ruta de la Plata, en la C/ Londres, es el único centro comercial de la ciudad. Tiene una superficie bruta alquilable de 19.237 m², con 950 plazas de aparcamiento gratis y cubierto. El interior tiene lucernarios que aportan gran luminosidad y luz natural. Entre las tiendas, se encuentran Zara, Massimo Dutti, Bershka, Stradivarius, Springfield, Pull & Bear, Etam, Amichi, Cortefiel entre otros. Además, cuenta con una zona dedicada a la restauración, con cadenas como Burger King, Pans & Company y Lizarrán. Cuenta con un supermercado Mercadona.  
En la Av. de las Arenas está el Centro Comercial Carrefour, que tiene varias tiendas en su interior, y un McDonald's en el exterior. Ofrece plazas de aparcamiento con marquesinas.
Una zona con mucho ambiente los fines de semana es La Madrila. Esta zona de la ciudad, en pleno centro de la ciudad, se divide en dos zonas: La Madrila Alta, cuya vía principal es la calle Doctor Fleming, donde se concentra una alta cantidad de bares; y la Madrila Baja, donde se concentran discotecas importantes de la ciudad.

### Parques
Este es el listado de parques:
- Paseo de S.A.R. Don Juan de Borbón y Battenberg.
- Parque de Macondo.
- Parque de Los Castellanos.
- Parque del Dr. Gil Llanos.
- Parque del Príncipe.
- Parque del Olivar Chico de los Frailes.

### Otros lugares de interés
- El Polígono industrial Las Capellanías Mejostilla, en la N-630, dirección Salamanca.

- El Centro de Salud "Manuel Encinas", en la avenida de Rodríguez de Ledesma; y el Centro de Salud Zona Centro, en la avenida de Hernán Cortés

- El pabellón municipal El Vivero

## Educación
En el Distrito Oeste se encuentra:
- El colegio El Vivero (educación infantil y primaria)
- El colegio Francisco de Aldana (educación infantil y primaria)
- El colegio Licenciados Reunidos (educación infantil, primaria, secundaria y Bachillerato).
- El colegio San Antonio de Padua (educación infantil, primaria, secundaria y bachillerato)
- El IES Hernández Pacheco
- La Universidad Popular

## Transportes

### Autobuses
- La  (Pza. Obispo Galarza - Aldea Moret) tiene parada en la Av. Clara Campoamor.
- La  (Mejostilla - Espíritu Santo)  tiene parada en la Av. Clara Campoamor.
- La  (Nuevo Cáceres - Hospital Universitario)  tiene parada en la Av. Clara Campoamor.
- La  (El Junquillo - CEFOT) tiene parada en: C/ Carlos Callejo, C/Claudio Rodríguez, C/ José Arcadio Buendía, C/ Octavio Paz, C/ Dalia, Av. de las Arenas y C/ Londres.
- La  (Pol. Las Capellanías - Pol. Charca Musia)  tiene parada en la Av. Ruta de la Plata, C/ Villuercas, C/Río Salor, C/ Hilanderas, C/ Molineros, C/ Labradores y C/ Herreros.
- La  (Res. EL Arco - Casa Plata) tiene parada en: C/ Libra, C/ Alfonso Díaz de Bustamante, C/ Islas Canarias, Av. de las Arenas, C/ Londres y Av. Virgen de Guadalupe.
- La  (Sierra de San Pedro - Cáceres El Viejo) tiene parada en la Av. Clara Campoamor.
- La  (Av. Virgen de Guadalupe - Campus Universitario) tiene parada en la Av. Clara Campoamor.
- La  (Av. Isabel de Moctezuma - Campus Universitario) tiene parada en la Av. Clara Campoamor.

### Taxis
Hay dos paradas de taxis en el Distrito Oeste:
- Avenida del Ferrocarril (Estación de Ferrocarril).
- Calle Londres (Centro Comercial "Ruta de la Plata").

## Distritos de Cáceres
- Distrito Centro-Casco Antiguo (Cáceres)
- Distrito Norte (Cáceres)
- Distrito Sur (Cáceres)
- Distrito Oeste (Cáceres)
- Distrito Pedanías (Cáceres)